# Wedding Crashers
Wedding Crashers er en amerikansk komediefilm fra 2005, instrueret af David Dobkin. I filmen medvirker Owen Wilson og Vince Vaughn, med Christopher Walken, Rachel McAdams, Isla Lang Fisher, Jane Seymour og Bradley Cooper. Filmen fik premiere i de nordamerikanske biografer 15. juli 2005 og DVD'en blev udgivet den 3. januar 2006. 

## Medvirkende
- Owen Wilson – John Beckwith
- Vince Vaughn – Jeremy Grey
- Christopher Walken – Sekreterare Cleary
- Rachel McAdams – Claire Cleary
- Isla Lang Fisher – Gloria Cleary
- Jane Seymour – Kathleen Cleary
- Ellen Albertini Dow – Farmor Mary Cleary
- Keir O'Donnell – Todd Cleary

## Undertitler
- Hide your bridesmaids.
- Life's a party. Crash it.